# Odontología preventiva
La odontología preventiva es la ciencia que se encarga del estudio y conocimiento del medio bucal y sus implicaciones microbiológicas e inmunológicas en las prevención de enfermedades.
El profesional de la odontología preventiva, normalmente higienistas dentales, estudiará la posibilidad de aplicar fluoruros. Además, desde la fluoración del agua potable se ha observado un descenso en la incidencia de caries dental. El flúor en dosis profilácticas es inocuo. La pasta dentífrica suele contener alrededor de 1400 ppm (partes por millón) de flúor. Los dentífricos infantiles contienen menos cantidad de este elemento para minimizar los riesgos si es ingerido. Las infusiones de té verde contienen flúor; además, el té verde posee actividad antibacteriana y numerosas propiedades, como su poder antioxidante. Si estas infusiones se toman sin azúcar, especialmente si es un azúcar refinado, se contribuye a mantener una adecuada salud bucodental, aunque el sabor no sea tan apetecible.
El control de la ingesta de determinados alimentos es otro aspecto a tener en cuenta. Es importante lo siguiente:
1. Existen sustancias que poseen un alto potencial cariogénico. Entre ellas están la sacarosa y la glucosa. Estos azúcares están presentes en productos que presumiblemente contienen azúcar como las golosinas, pero también en alimentos envasados o preparados.
2. Productos pegajosos, como chicles con azúcar o caramelos azucarados tipo Sugus, favorecen más el riesgo de caries.
3. Considerar el número de tomas al día, durante cuánto tiempo se realizan y si van acompañadas de otros alimentos. Tomar, por ejemplo, aperitivos como cortezas de trigo o maíz tostado varias veces al día, durante 20 minutos y entre horas puede ser menos aconsejable, desde el punto de vista de la salud dental, que tomar un zumo con azúcar rápidamente junto con unas tostadas con tomate y aceite en el desayuno.
4. Tomar azúcar refinado es menos aconsejable que el azúcar moreno.
5. Lo anterior no sustituye sino que complementa medidas como el cepillado y el uso del hilo dental.

Además, una buena odontología preventiva es aquella que consigue y mantiene un ambiente libre de microbios durante cualquier procedimiento odontológico en un paciente. Esto incluye, entre otros, al gabinete dental, los instrumentos dentales, el equipo dental o, sin ir más lejos, unos guantes estériles.
En la promoción de la salud se motiva el papel activo del paciente, que deberá preocuparse por mantener una higiene bucodental óptima. 
Dentro del tratamiento no invasivo están los sellados de fosas y fisuras, que están especialmente indicados en personas con dificultades para el mantenimiento de conductas favorecedoras de salud oral, como el cepillado con regularidad. Una de las universidades pioneras en la Odontología Preventiva es la Universidad de Valparaíso en Chile, llegando a tener su propio departamento de Odontología Preventiva, liderado por el Dr. Santiago Gómez Soler.
En algunos países se incluye un símbolo que indica que el producto es saludable desde el punto de vista bucodental.[cita requerida] También existen símbolos para, por ejemplo, alimentos cardiosaludables, que suelen señalar que tienen bajo contenido en sal.[cita requerida]

## Odontología integral
La odontología integral se entiende como un tratamiento dental global y personalizado como ser único y completo tomando en cuenta todos los factores que intervienen en su diagnóstico bucodental que tiene como objetivo la atención general de la cavidad bucal desde la prevención de problemas dentales hasta la solución de ellos. Su objetivo es trabajar de manera integral con todas las especialidades de la odontología convencional, teniendo como principal objetivo solucionar aquellos casos en los que la odontología convencional no da respuesta, evitando perjudicar a nuestros pacientes.